# الحجر بن الهنو بن الأزد
الحجر بن الهنو بن الأزد جدُّ جاهلي. بنوه عرب سراة الحجاز ما بين أبها وبلقرن حاليًا، ومنهم في تهامة أفخاذ. وفي ذلك يقول المستشرق هاملتون غيب: «قرن بن عبد الله يسكنون في جنوبي تبالة. وإلى الجنوب منهم، تقع سراة الحجر، ومن الحجر بن الهنو فروع عديدة وهم يمتدون من منطقة حلباء شمالاً حتى وادي تنومة ووادي بلسمر جنوبًا. وحواضرهم المهمة هي: حلباء، الخضراء، النماص، وتنومة. وقليل منهم يسكنون جنوبًا في ناحية وادي عبل».
سمى ابن الكلبي أربعة من أبنائه: ربيعة، عامر، الأواس، كعب، وقال: «ولد الحجر: ربيعة، الأواس، عامرا، وكعب؛ فولد كعب: مالك؛ فولد مالك: أنيسا. وولد ربيعة بن الحجر: شهرا، ومالكا، والحارث، وعمرا، ونصرا».
وإلى «ربيعة بن الحجر» ينتسب بني شهر وبني عمرو، وإلى «عامر بن الحجر» ينتسب العوامر وتمتد بلادهم المعروفة «ببلاد العوامر» من السراة حتى تتصل بجبال تهامة ولهم جبل أثرب و«عقبة العوامر» و«عقبة عديف» المُطله على خاط في بارق، دخل عامة العوامر في بني شهر حلفً ونسبا، ودخل بعضهم في بني عمرو، والقليل منهم مستقل.

## النسب
- الحجر بن الهنو بن الأزد بن الغوث بن نبت بن مالك بن زيد بن كهلان ابن سبأ.[5][6]

### قبائل الحجر المعاصرة
- بني شهر
- بللسمر
- بللحمر
- بني عمرو